# 10106 Lergrav
10106 Lergrav är en asteroid i huvudbältet som upptäcktes den 1 mars 1992 i samband med det svenska projektet UESAC. Den fick den preliminära beteckningen 1992 EV15 och  namngavs senare efter Lergrav, ett av Gotlands största raukområden.
Den tillhör asteroidgruppen Nysa.
Lergravs senaste periheliepassage skedde den 3 juli 2020. [Uppdatering behövs]